# Walden Stubbs
Walden Stubbs är en by i Stubbs Walden i kommunen North Yorkshire, England. Byn nämndes i Domedagsboken (Domesday Book) år 1086, och kallades då Eistop/Istop.